# Hemipsilichthys splendens
Hemipsilichthys splendens es una especie de peces de la familia Loricariidae en el orden de los Siluriformes.

## Morfología
Los machos pueden llegar alcanzar los 6,5 cm de longitud total.

## Distribución geográfica
Se encuentra en el Brasil: río Paraná y Santa Catarina (Brasil ).